# 陳浩峰 (歌手)

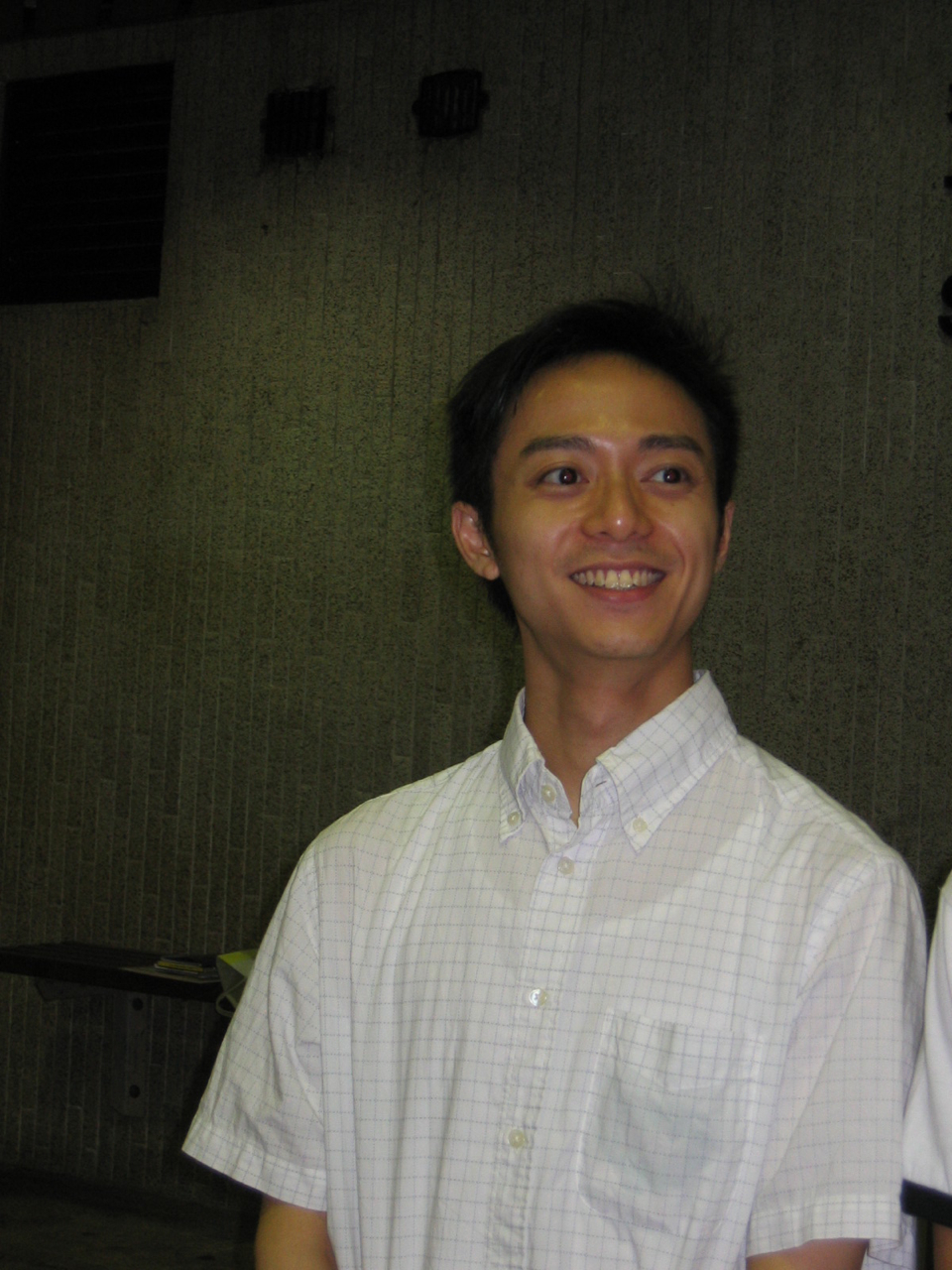
陳浩峰

陳浩峰，香港演員、歌手及填詞人，為香港實驗劇團進念二十面體駐團演員，音樂製作品牌人山人海成員，獨立樂隊假音人及der fluss成員，他是一位公開的男同性戀者。

## 生平
陳浩峰於香港理工大學攝影設計系畢業，在1997至98年間成立樂隊「鹿鳴春」，及後與馬立賢、李思哲、鍾澤明改組為「假音人」，負責主唱及歌詞。2002年，「假音人」推出首張同名專輯，當中所有作品都由陳浩峰填詞。假音人曾多次參與劇場音樂創作及演出，包括進念．二十面體的《香港漫遊》(2001年及2004年版)，及《東宮西宮》系列（第1-4集）。2005年，陳浩峰在《東宮西宮4之西九龍皇帝》中現場演唱由假音人創作的「香港輓歌」，在六分半鐘裡串連起四十多首千禧年後的廣東流行歌(主題上模仿達明一派《天花亂墜》批評情歌氾濫，表達上卻是模仿林子祥《十分十二吋》)，諷刺當時流行歌的曲詞均一式一樣，備受曯目。同年9月，陳浩峰在灣仔藝術中心壽臣劇院舉行一連十場「假音人之陳浩峰爵士搖滾K唱會」。
假音人自2008年3月於藝穗會的Marching Live 音樂會後，一直未有公開演出。2009年，假音人參與潘迪華《My Dream My Way My Indie Music》大碟創作，重新編排及演唱「控訴」一曲。
2006年，陳浩峰與馬立賢、孔奕佳成立樂隊der fluss。與此同時，陳浩峰亦開展其個人音樂創作發展，除參與多個「人山人海」的音樂製作外，他亦為多位流行歌手填詞。曾合作歌手包括黃耀明、何韻詩、容祖兒、楊千嬅、at17等。2011年6月23-24日，陳浩峰於青年廣場Ｙ綜藝館舉行了兩場「陳浩峰東宮西宮演唱會」。
自1998年起，陳浩峰為進念．二十面體的創作成員，身兼創作統籌及創作演員。其演出作包括諷刺政治時弊的《東宮西宮》系列、歷史劇場《萬曆十五年》（飾申時行）以及一人騷《萬世師表孔巨基》，其中他與孔奕佳聯手為後者創作的歌曲，收錄於陳氏首隻個人大碟《補習之迷戀》。演出之外，陳浩峰近年亦開始擔任導演，曾與本地獨立漫畫家黎達達榮聯合導演卡通兒童音樂劇《魔笛》(2010年)及《包豪斯的建築藝術宣言》(2011年)。

## 《香港輓歌》（亞視版本）歌曲名單
帶*歌曲為903專業推介 冠軍
|    | 歌名            | 原唱           | 歌曲派台年份 |
| -- | --------------- | -------------- | ------------ |
| 1  | 愛與誠*         | 古巨基         | 2004年       |
| 2  | 傷追人*         | 古巨基         | 2004年       |
| 3  | 思覺失調        | 劉浩龍         | 2004年       |
| 4  | 心淡            | 容祖兒         | 2003年       |
| 5  | 我們的永遠      | 梁詠琪         | 2002年       |
| 6  | 八里公路        | 梁漢文         | 2004年       |
| 7  | 習慣失戀        | 容祖兒         | 2004年       |
| 8  | 心病            | 容祖兒         | 2004年       |
| 9  | 野孩子*         | 楊千嬅         | 2001年       |
| 10 | 16號愛人        | 容祖兒         | 2004年       |
| 11 | 可惜我是水瓶座* | 楊千嬅         | 2002年       |
| 12 | 愛一個人*       | 李克勤、陳慧琳 | 2003年       |
| 13 | 小黑與我        | 薛凱琪         | 2005年       |
| 14 | 終生學習        | 鄭融           | 2003年       |
| 15 | 下一站天后*     | Twins          | 2003年       |
| 16 | 放生            | 關心妍         | 2003年       |
| 17 | 嫌棄*           | 梁詠琪         | 2001年       |
| 18 | 怯*             | 容祖兒         | 2001年       |
| 19 | 灰姑娘          | 梁詠琪         | 2001年       |
| 20 | 好心好報        | 方力申         | 2003年       |
| 21 | 好好戀愛        | 方力申、鄧麗欣 | 2004年       |
| 22 | 雙失情人節      | Twins          | 2004年       |
| 23 | 飲歌            | Twins          | 2004年       |
| 24 | 一千零一個      | 楊千嬅         | 2002年       |
| 25 | 最佳位置        | 陳慧琳         | 2003年       |
| 26 | 親朋勿友        | 鄧麗欣、傅穎   | 2004年       |
| 27 | 死性不改        | Boy'z          | 2003年       |
| 28 | 我想一個人      | 張柏芝         | 2005年       |
| 29 | 犯賤*           | 陳小春         | 2001年       |
| 30 | 好心分手*       | 盧巧音         | 2002年       |
| 31 | 一拍兩散*       | 容祖兒         | 2004年       |
| 32 | 戀愛大過天      | Twins          | 2001年       |
| 33 | 你有心          | 關心妍         | 2002年       |
| 34 | 無賴*           | 鄭中基         | 2005年       |
| 35 | 他約我去迪士尼  | Kellyjackie    | 2005年       |
| 36 | 丟架            | Twins          | 2004年       |
| 37 | 七友*           | 梁漢文         | 2003年       |
| 38 | 負擔不起        | 關心妍         | 2002年       |
| 39 | 我不會唱歌*     | 李克勤         | 2003年       |
| 40 | 抱抱*           | 容祖兒         | 2002年       |
| 41 | 夕陽無限好*     | 陳奕迅         | 2005年       |
| 42 | 囍帖街*         | 謝安琪         | 2008年       |

## 專輯
| 年份 | 專輯歌手                   | 專輯名稱                           |
| ---- | -------------------------- | ---------------------------------- |
| 2009 | 潘迪華（假音人身份參與）   | 《My Dream My Way My Indie Music》 |
| 2007 | 合輯（der fluss 身份參與） | 《The Metamorphosis》              |
| 2005 | 陳浩峰                     | 《補習之迷戀》                     |
| 2005 | 合輯（假音人身份參與）     | 《The Big Noise》                  |
| 2004 | 假音人                     | 《東宮西宮2046特首不見了》         |
| 2004 | 人山人海                   | 《The Good, the Bad and the Ugly》 |
| 2002 | 假音人                     | 《假音人》                         |

## 歌詞創作
- 楊千嬅 	 
- 黃耀明 	 《貪生怕死》《車路士男孩》 《最大的宮殿》
- 何韻詩 	 《畸》《大紅袍》《丹賴斯隊》《滿城盡帶黃金甲》《鬼》
- 容祖兒 	 《暖光》《兩面》
- 鄧健泓 	 《逾期居留》
- 黃靖    	《您是我的民歌》
- 陳慧琳    	《寶萊塢生死戀》
- 泳兒 	 《很慣很懶》《我自在》
- at17 	 《成人禮》《畫你》《Don't Worry》《知己知彼》《同聲同氣》
- 盧凱彤 	 《圓謊》
- 藍奕邦 	 《巴不得》
- 梁詠琪 	 《狠心遺棄》《鄰家躲貓貓》
- 許志安 	 《Bottoms Up》

## 劇場/音樂演出

### 2011
- 演唱會   	 鐵路像記憶一樣長
- 劇場      		唱K回憶錄（重演）
- 演唱會   	 暗中作樂聲演會
- 演唱會   	 陳浩峰東宮西宮演唱會
- 演唱會   	 潘迪華 & The Big Band音樂會

### 2010
- 劇場     		唱K回憶錄
- 劇場     		樓市怪談
- 劇場     		萬曆十五年
- 劇場     		東宮西宮9之十大九官
- 演唱會  	 	暗中作樂聲演會
- 演唱會  	 	人山人海北京音樂節

### 2009
- 劇場     		 臨川四夢湯顯祖(比利時Europalia邀約)
- 劇場     		 東宮西宮8之西九龍珠
- 劇場     		 CORBU & KAHN
- 劇場     		 香港電視終極檢討
- 談唱會  	 	 人山人海十年唱聚第二回談唱會

### 2008
- 劇場     		東宮西宮7之香港公務員死亡筆記
- 劇場     		上帝來到中國
- 劇場     		華嚴經2.0之心如工畫師（臺北藝術節邀約）
- 劇場     		華嚴經2.0之心如工畫師（香港文化中心大劇院演出）
- 劇場     		萬曆十五年
- 劇場     		臨川四夢湯顯祖
- 演唱會  	 	Marching LIVE 2008（假音人音樂會）
- 劇場     		東宮西宮6之香七彩包青天

### 2007
- 劇場     		香港電視風雲
- 劇場     		華嚴經
- 劇場     		東宮西宮5之Back to the 清朝

### 2006
- 演唱會  	 	Final LIVE 2006（假音人音樂會）
- 劇場     		萬曆十五年
- 劇場     		萬世師表孔巨基

### 2005
- 劇場    		樓市怪談
- 演唱會  	 	假音人之陳浩峰爵士搖滾K唱會
- 劇場    		東宮西宮4之西九龍皇帝
- 劇場    		大娛樂家

## 劇場導演
- 卡通兒童音樂劇《魔笛》(2010年)
- 《包豪斯的建築藝術宣言》(2011年)

## 電視演出
- 我要做特首(2011年)
- 東宮西宮TV(2011年)
- 四維賣藝(2008年)

## 外部連結
- 進念二十面體官方網站 （页面存档备份，存于）